# 考潘格爾木板教堂
考潘格爾木板教堂（挪威語：Kaupanger stavkyrkje）是挪威的一座木板教堂，也是韋斯特蘭郡最大的木板教堂。這座教堂是挪威教會的堂區教堂，位於松達爾北部的村莊考潘格爾。教堂修建於12世紀中期，可以容納125人。

## 外部連結

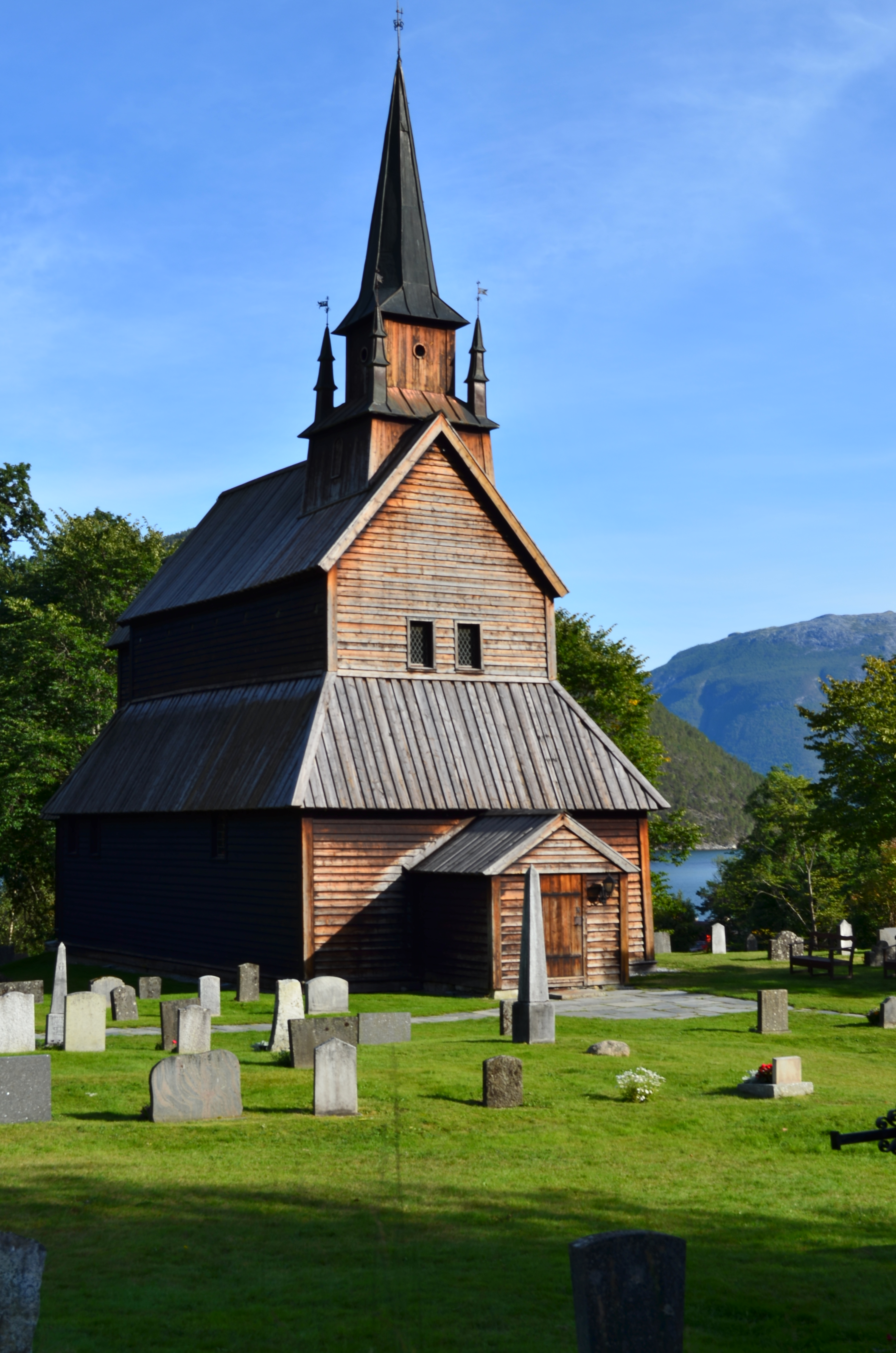

- Kaupanger stave church （页面存档备份，存于） Stavkirke.info （挪威語）
- Kaupanger stave church （页面存档备份，存于） Fortidsminneforeninga's information page